# St. Nicolai (Drackenstedt)

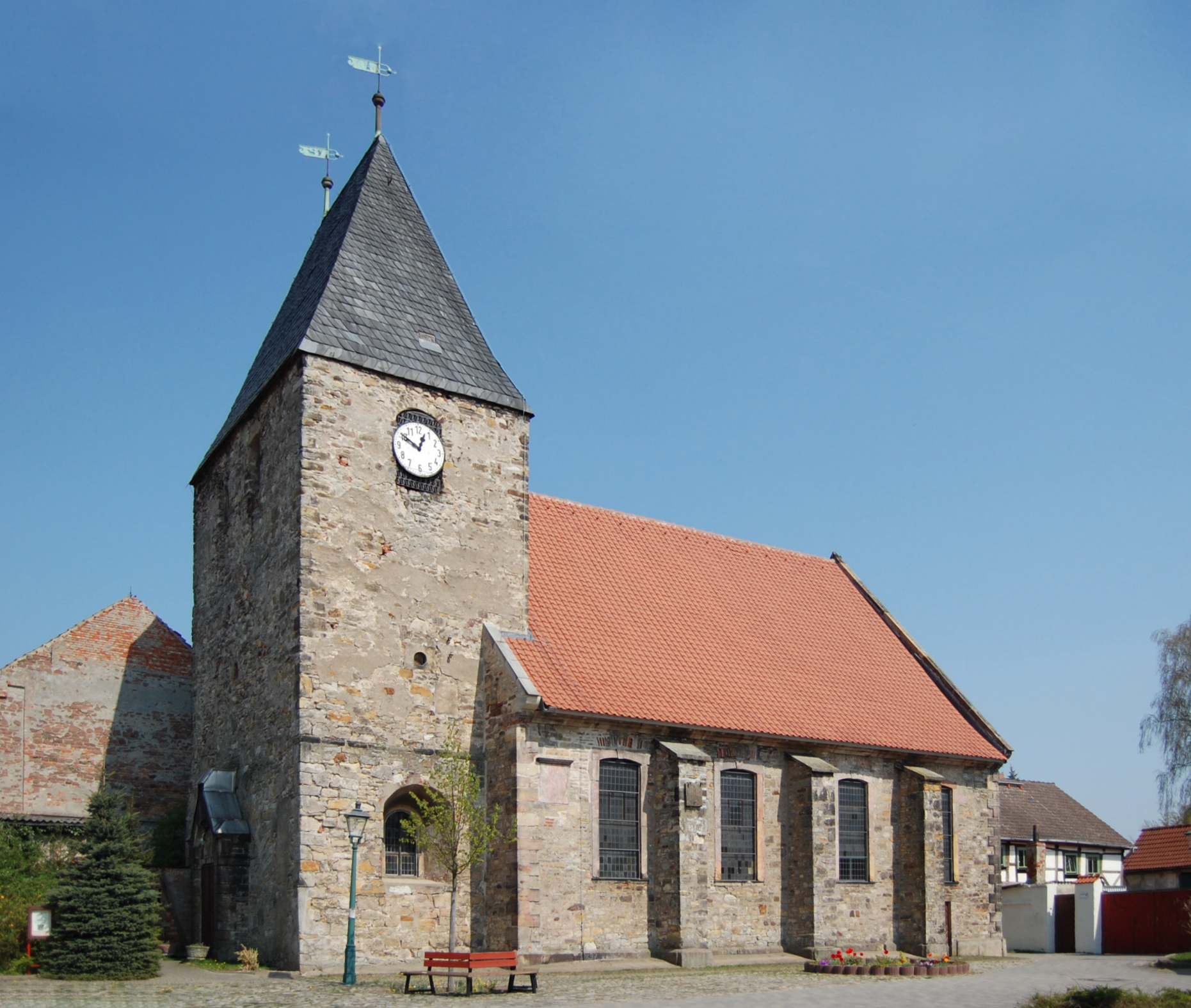
Sankt-Nicolai-Kirche

St. Nicolai ist die evangelische Kirche des Dorfes Drackenstedt. Die Kirche hieß ursprünglich St. Cosmas und Damian.

## Geschichte und Architektur
Ältester Teil des Kirchengebäudes ist der aus Spätromanik stammende untere Teil des Turms. Das Glockengeschoss entstand vermutlich etwas später. Der westlich des Kirchenschiffs stehende Turm verfügt über einen rechteckigen Grundriss und steht quer zum Schiff. Aus dieser Zeit sind auch die als Paar angeordneten spitzbogigen Schallöffnungen erhalten. Im Turmuntergeschoss befindet sich ein Tonnengewölbe, das 1893 zur Eingangshalle umgebaut wurde.
Das heutige Kirchenschiff entstand 1750 aus Bruchsteinen. Zwischen Strebepfeilern sind große als Flachbogen gestaltete Fenster angeordnet. Das Kircheninnere ist von einer Holztonnendecke überspannt. Die Hufeisenempore ist auf ihrer Westseite zweigeschossig und trägt die 1804 gebaute Orgel. Die Ausstattung ist schlicht und stammt aus der Bauzeit der Kirche.